# La Soif du mal
Pour plus de détails, voir Fiche technique et Distribution.

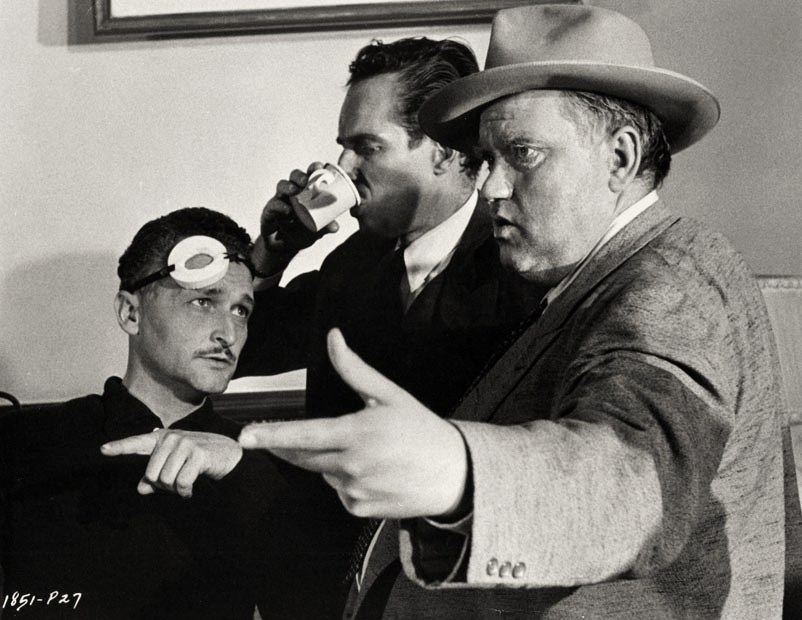
Le cadreur Philip H. Lathrop, Charlton Heston et Orson Welles sur le plateau de tournage.

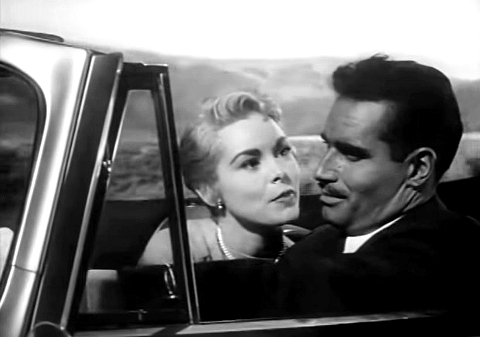
Janet Leigh et Charlton Heston.

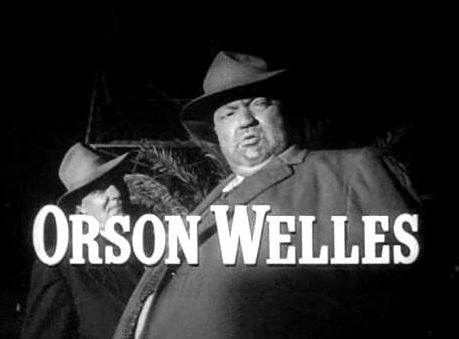
Orson Welles (et Joseph Calleia derrière lui)

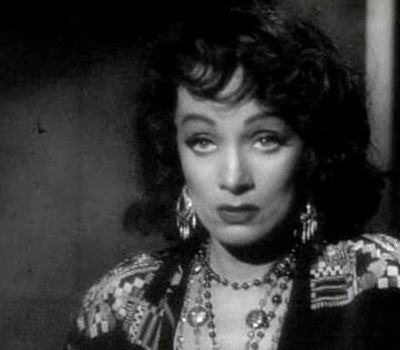
Marlene Dietrich

La Soif du mal (Touch of Evil) est un film policier américain réalisé par Orson Welles, sorti en 1958.
Il commence par le plus long plan-séquence à la grue de l'histoire du cinéma.[réf. nécessaire]

## Synopsis
L'explosion d'une bombe dans le secteur américain de Los Robles, petite ville frontalière entre les États-Unis et le Mexique, fait craindre des complications entre les deux pays. Un policier mexicain, Mike Vargas, alors en voyage de noces, décide de s'investir dans l'enquête et découvre les méthodes peu recommandables de son homologue, Hank Quinlan. Vargas et sa femme se retrouvent pris au piège entre une police locale corrompue et les gangs de la région.

## Fiche technique
- Titre français : La Soif du mal
- Titre original : Touch of Evil
- Réalisation : Orson Welles - Harry Keller, scènes retournées (non crédité)
- Scénario : Orson Welles, adapté du roman Badge of Evil (en) de Whit Masterson - Franklin Coen et Paul Monash (en), scènes rajoutées (non crédités)
- Musique : Henry Mancini et Joseph Gershenson (de)
- Photographie : Russell Metty, assisté de Philip H. Lathrop et John L. Russell (cadreurs, non crédités) - Clifford Stine, cadreur scènes additionnelles (non crédité)
- Son : Leslie I. Carey, Harry Snodgrass et Frank H. Wilkinson
- Direction artistique : Robert Clatworthy et Alexander Golitzen
- Décors : John P. Austin et Russell A. Gausman
- Costumes : Bill Thomas (robes)
- Montage : Aaron Stell, Virgil W. Vogel et Edward Curtiss (non crédité) - version restaurée : Walter Murch
- Cascades : David Sharpe
- Production : Albert Zugsmith (en) - version restaurée : Rick Schmidlin (en)
- Société de production : Universal International Pictures
- Société de distribution : Universal Pictures
- Budget: 829 000 $ (estimation)
- Pays de production :  États-Unis
- Langue originale : anglais, espagnol
- Format : noir et blanc — 35 mm — 1,85:1 — son mono
- Genre : film noir, policier
- Durée : 95 minutes (cinéma), 111 minutes (version director's cut restaurée)
- Dates de sortie :
  - États-Unis : 23 avril 1958
  - France : 8 juin 1958[réf. souhaitée]
- Affiche : Boris Grinsson, Constantin Belinsky (France)

## Distribution
Légende : 1er doublage (1958) / 2d doublage (director's cut, 1998)
- Charlton Heston  (VF : Jean-Claude Michel / Christian Visine)  : Ramon Miguel « Mike » Vargas
- Janet Leigh  (VF : Jacqueline Carrel / Magali Barney)  : Susan Vargas
- Orson Welles  (VF : Paul Bonifas) : le capitaine Hank Quinlan
- Akim Tamiroff  (VF : Serge Nadaud / Patrice Melennec) : « Oncle Joe » Grandi
- Joseph Calleia  (VF : Lucien Bryonne) : le sergent Pete Menzies
- Valentin De Vargas  (VF : Hubert Noël) : Pancho
- Dennis Weaver : le veilleur de nuit du motel Mirador
- Mort Mills :  (VF : Gérard Ferrat) : Al Schwartz
- Marlene Dietrich  (VF : Lita Recio / Maïk Darah) : Tana
- Zsa Zsa Gabor : la tenancière de la boîte de strip-tease
- Harry Shannon  (VF : André Valmy) : le chef de la police Gould
- Ray Collins : le procureur Adair
- Joanna Moore : Marcia Linnekar
- Victor Millan : Manolo Sanchez
- Joi Lansing : Zita

### Non crédités
- Joseph Cotten : le coroner
- John Dierkes : un policier
- Eva Gabor : une strip-teaseuse assise au bar
- Jeffrey Green : Rudy Linnekar
- Billy House : le chef du chantier de construction
- Mercedes McCambridge (VF : Maïk Darah) : la chef du gang de femmes
- Gus Schilling : Eddie Farnham
- William Tannen : Howard Frantz, l'avocat de Marcia Linnekar
- Dan White : le douanier
- Keenan Wynn : un barman

## Tournage
La raison du choix de Welles comme metteur en scène est discutée : a-t-il été imposé par Charlton Heston ou par le producteur Albert Zugsmith (en) aux studios Universal qui craignaient que le film ne fût un gouffre financier ? Lors du premier jour de tournage, Welles réussit l'exploit de mettre en boîte l'équivalent de quatre jours de tournage et rassure les financiers d'Universal qui vont lui laisser une grande liberté. Il décide alors de se libérer de la surveillance des studios et déplace l'équipe en extérieur à Venice (Californie) où il tourne de nuit. Le film devait être tourné à Tijuana, au Mexique, mais Welles n'avait pu obtenir les autorisations et Venice aurait été choisie sur les conseils d'Aldous Huxley.
Le tournage se déroule sans difficulté en un temps record, en six semaines entre le 18 février et le 2 avril 1957. Cependant, Universal n'est pas satisfait du premier montage. Le studio confie le nouveau montage à Ernst Nims et décide de faire tourner des séquences supplémentaires par Harry Keller.
Janet Leigh a tourné avec un bras dans le plâtre. Celui-ci n'a été ôté que pour la scène de l'agression du motel.
Pour son rôle, Orson Welles s'est fait monstrueux, grimé et grossi en « vieil ivrogne obèse qui fabrique de fausses preuves », pour incarner la pourriture du personnage.
Le plan-séquence (3 min 20 s) qui ouvre le film, tourné à partir d'une grue en mouvement, est considéré comme un modèle du genre. Cependant, lors de la prise, le douanier n'arrivait pas à rendre son texte correctement. Il a finalement été postsynchronisé.
Les deux scènes dans lesquelles apparaît Marlene Dietrich furent tournées en une nuit, et gracieusement, par l'actrice. Elle s'inspira de son rôle de gitane dans Les Anneaux d'or de Mitchell Leisen, tourné en 1947, notamment concernant la perruque brune. « Orson Welles m'avait dit de préparer moi-même mon costume et de me présenter sur le plateau à la date prévue, prête pour le tournage. Nous devions nous retrouver vers huit heures du soir, à Santa Monica, où il avait découvert un bungalow presqu'en ruine qu'il avait meublé, et où il avait même installé un piano mécanique. « Dans le film, vous dirigerez un bordel mexicain, m'avait-il expliqué, alors soignez votre costume et soyez à l'heure. » Le jour dit, j'arrivais en tenue pour le tournage. J'avais écumé les garde-robes de tous les costumiers de cinéma de ma connaissance et j'avais revêtu des jupes, des gilets, des boucles d'oreilles, des perruques, etc., pour que Welles ait un certain choix. Je me présentais à Santa Monica en avance, comme d'habitude, et je marchais vers lui, espérant un signe d'approbation, mais il se détourna de moi, avant de faire volte-face et de pousser un cri, car il ne m'avait pas reconnue du premier coup. Sa réaction dépassait mes espérances. »
Orson Welles, mécontent des modifications apportées à son montage, envoya au studio une note de 58 pages comprenant les changements qu'il envisageait d'apporter au film qui devait finalement sortir. C'est sur la base de cette note qu'en 1998, une nouvelle version a été remontée par Walter Murch (monteur attitré de F.F. Coppola), afin de rétablir la vision du réalisateur. À cette occasion le film a été entièrement redoublé.
Ce sera le dernier film hollywoodien de Welles.

## Galerie

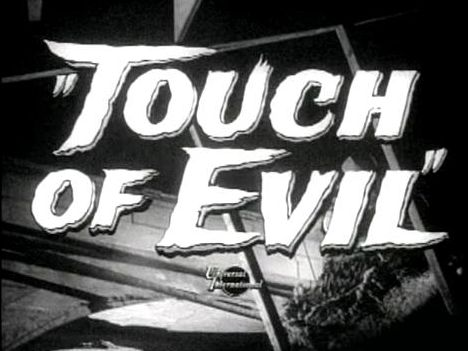
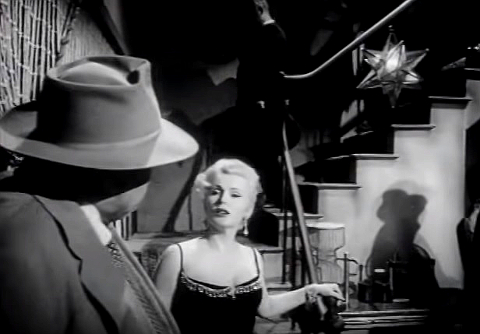
Orson Welles et Zsa Zsa Gabor
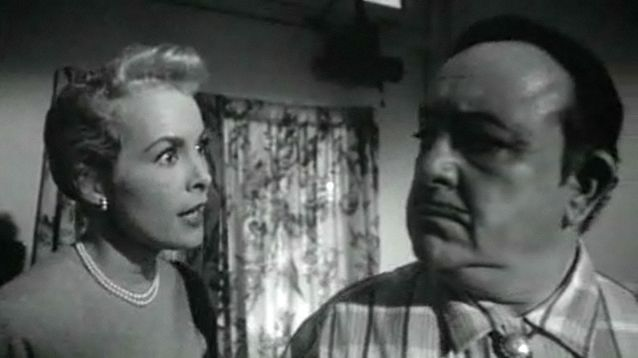
Janet Leigh et Akim Tamiroff
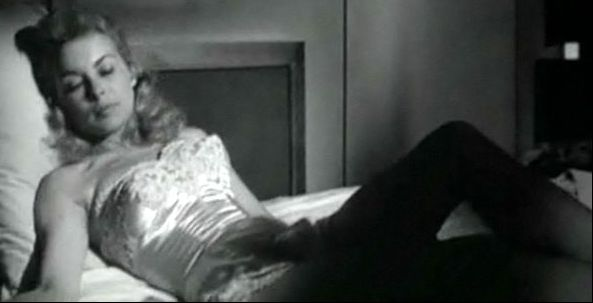
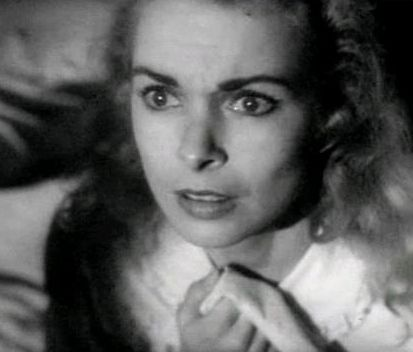
Janet Leigh

## Postérité
Ce film est évoqué dans un des épisodes de la série télévisée Navarro, Le Choix de Navarro, par le commissaire Navarro et l'inspecteur Blomet.
Dans le film Get Shorty de Barry Sonnenfeld (1995), le personnage de Chili Palmer, passionné de cinéma et incarné par John Travolta, assiste à une projection de ce film dans un cinéma de Los Angeles.
L'affiche du film est présente dans le bureau de James Wilson dans la série télévisée Dr House.